# 半島

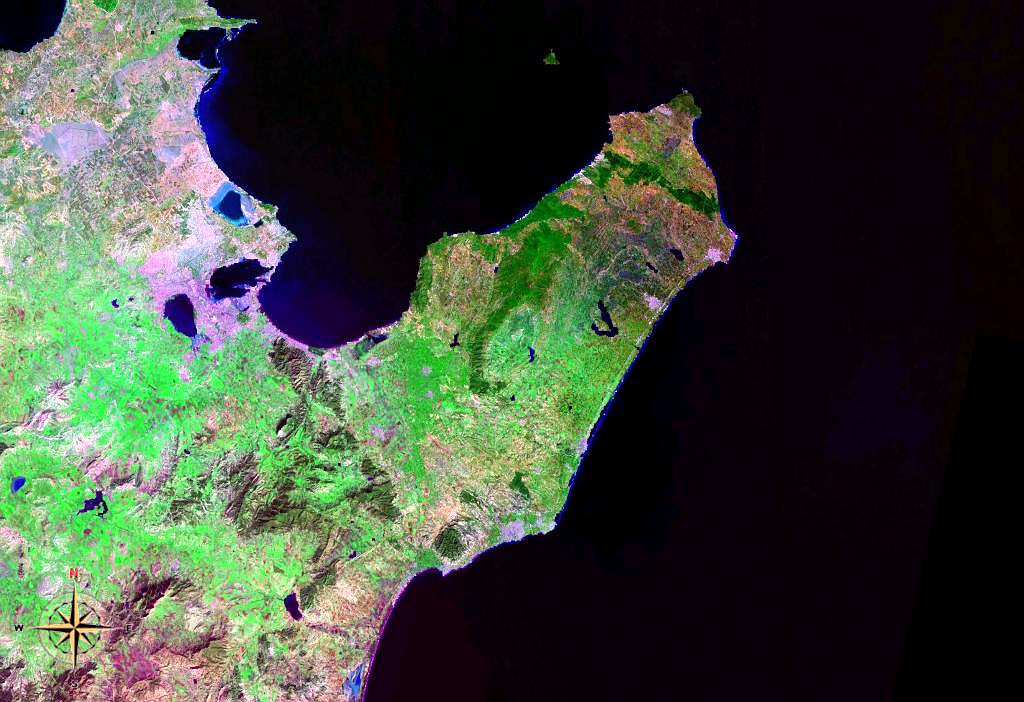
ボン岬半島

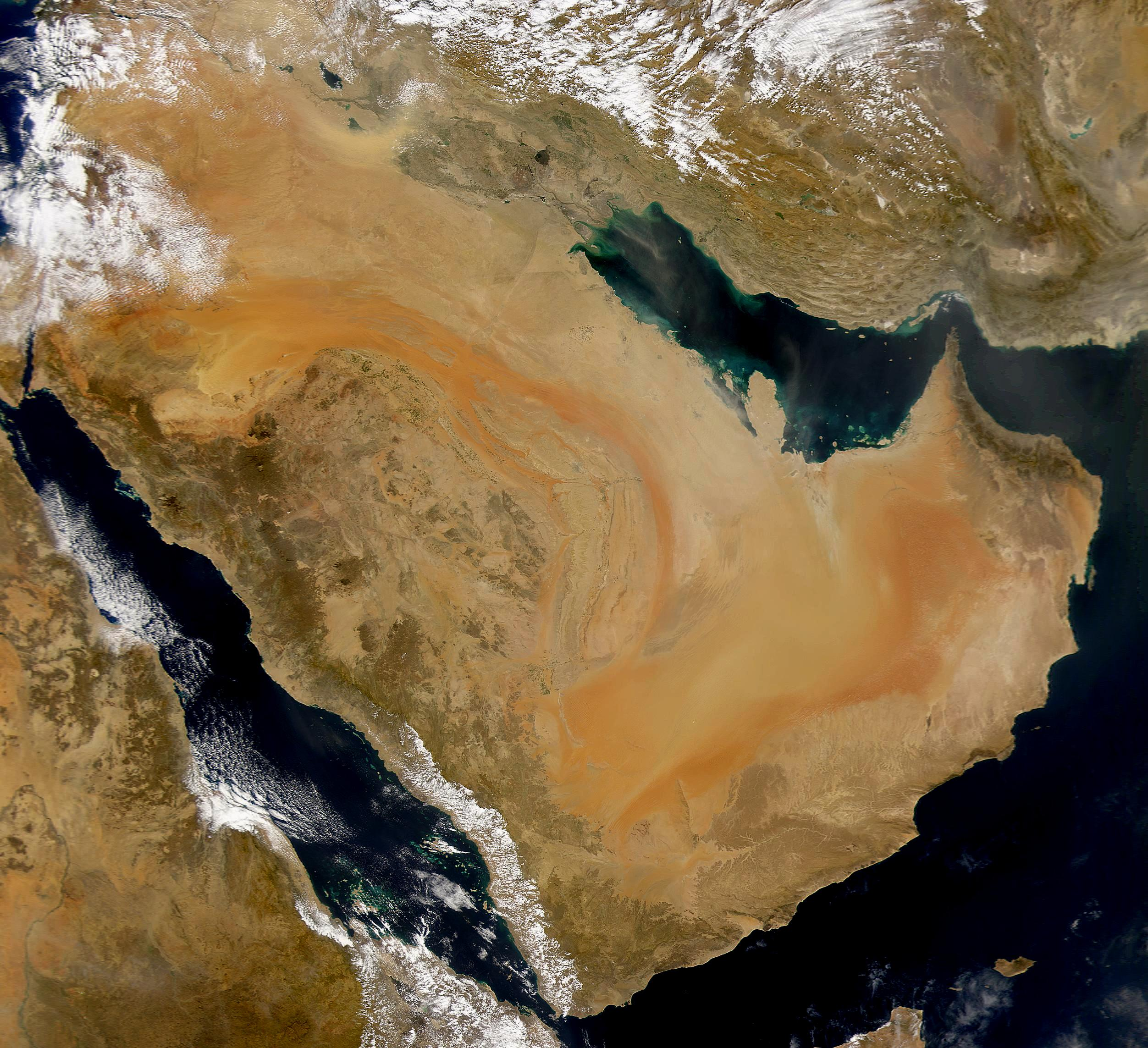
アラビア半島

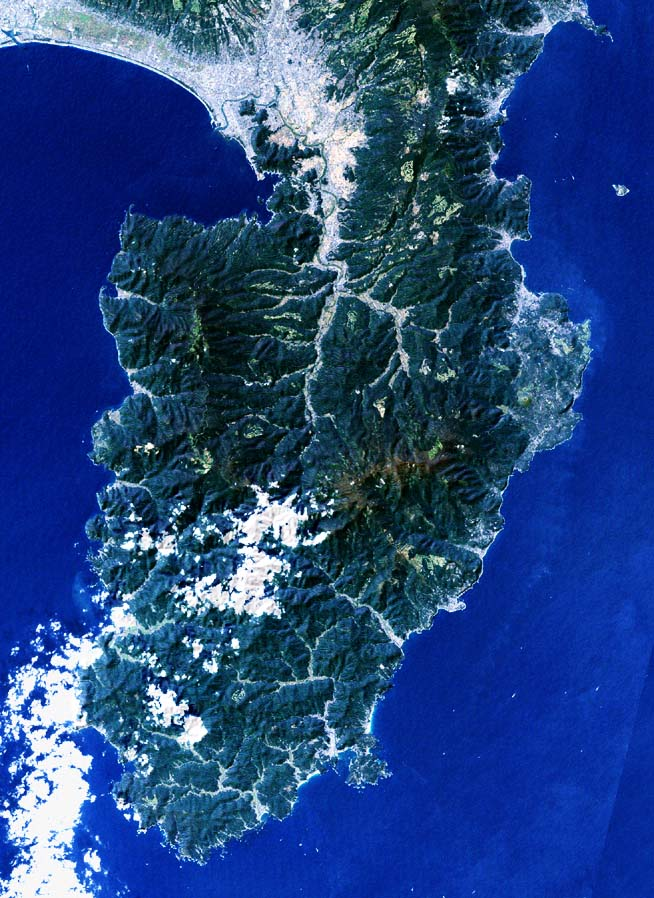
伊豆半島（静岡県）

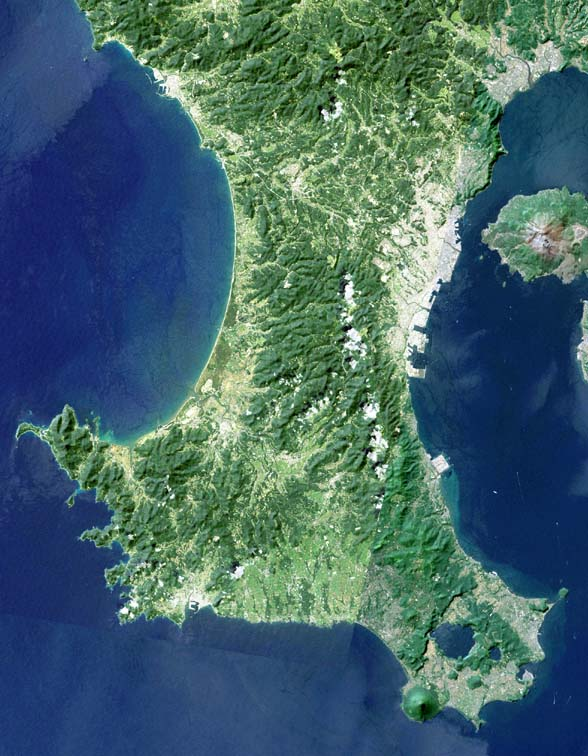
薩摩半島（鹿児島県）

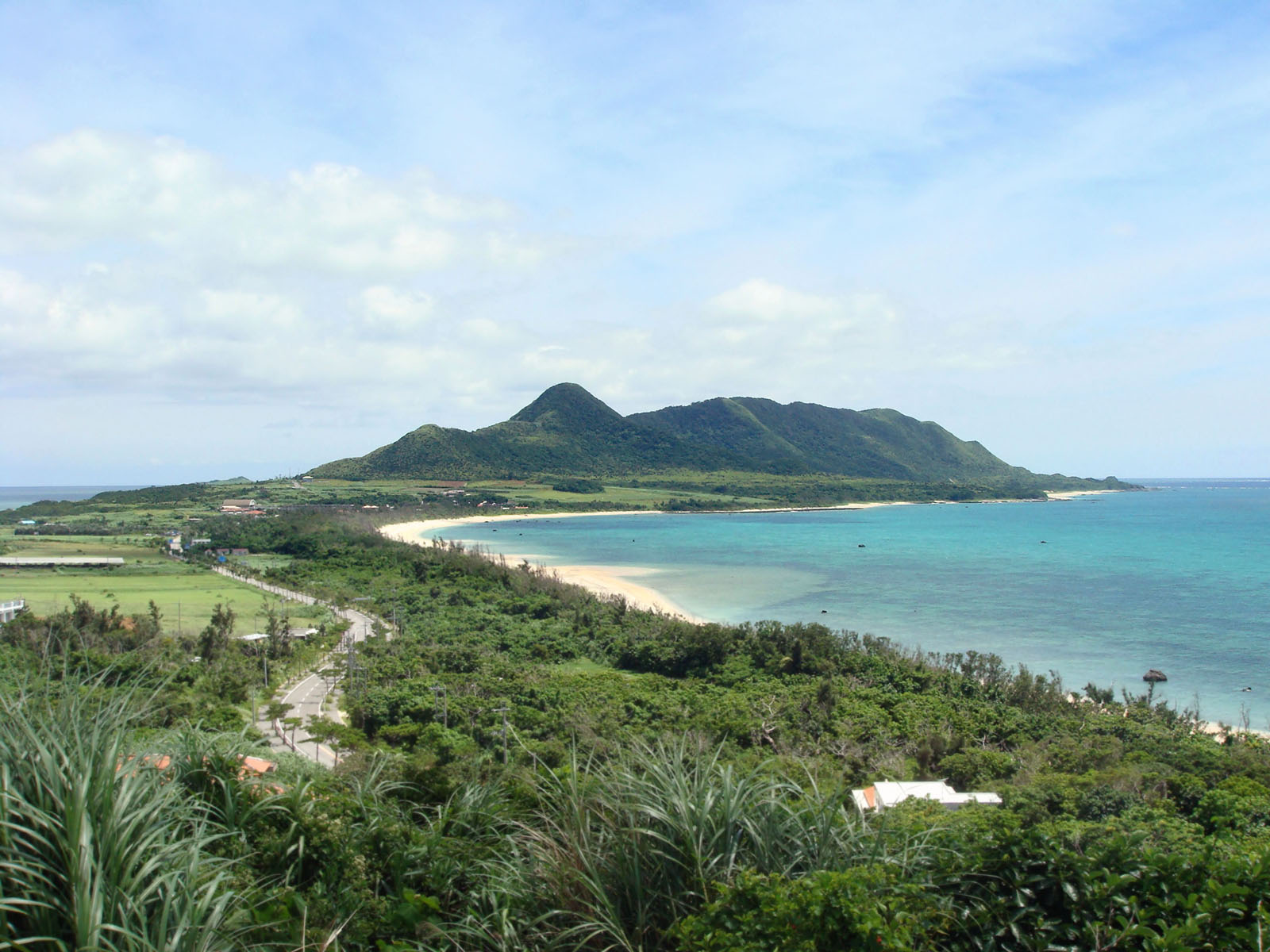
平久保半島（沖縄県）

半島（はんとう）とは、3方位が水（海・川・湖など）に接している陸地のこと。「半島」とは『訂正増訳采覧異言』にある言葉で、その語源はオランダ語のハルフエイラント（蘭: halfeiland ・「半ば、半分」を意味する half と「島」を意味する eiland の2語による造語。現代オランダ語では schiereiland の方が一般的）またはラテン語のパエニンスラ（ラテン語: paeninsula・「ほぼ、半ば」を意味する paene と「島沢」を意味する insula の2語による造語=「ほぼ島のようなもの」）とされている。

## 概要
半島は、陸地の一部が海などの水域に突き出た形になった部分である。非常に小さいものは岬と呼ばれる。大陸と島など他の地理的概念と同様に、具体的かつ普遍的な定義はない。歴史を通じて海上交通での知見より、海から見て「島のように見える陸地」を慣行として「半島」と呼ばれているものである。そのためヨーロッパやインドのように非常に大きな半島は亜大陸・大陸と呼ばれる。 現在は、アラビア半島が最大の半島とみなされている。また、半島の一部がさらに突き出た形になっている場合、それを別の半島と見なすこともある。

### 成り立ち
半島の成り立ちは様々である。
プレート移動に拠るもの
プレート移動に伴って起こるもの。大規模な半島の多くはプレート移動が要因となっている。インドプレートがユーラシアプレートに長い時間をかけてぶつかることによってできたインド半島がよく知られた例である。逆に、アラビア半島は大陸地殻が引き裂かれる形で半島となっている。また、日本では伊豆半島（フィリピン海プレートの移動に拠る）の例が知られている。
砂嘴、陸繋島に拠るもの
河川から流れてきた土砂が堆積し砂嘴を形成したり、砂嘴が海岸から程近い島と繋がり陸繋島となった場合に半島となる。この場合、規模は小さい。砂嘴の例としては野付半島、陸繋島の例としては男鹿半島がある。
水域の埋め立てや干拓に拠るもの
工業用地などを造成するため、人工的に土砂で海洋などを埋め立てたり、干拓したりして海岸と島が繋がったもの。規模は小さい。日本では香焼半島、児島半島などの例がある。
火山活動によるもの
火山島や海底火山の噴火活動により噴出物や溶岩流などで海が埋まり、陸続きになったもの。日本では島原半島などの例がある。
土地の隆起または沈降によるもの
地震などにより土地が隆起したり沈降したりして元の地形から海に突き出たもの。日本では能登半島や房総半島が隆起によってできたとされる。

## 世界のおもな半島
面積10万平方キロメートル以上の半島を大きい順に次に記す。 
1. アラビア半島
2. インド半島（ここでは南インド（w:en:Peninsular_India）部分を指す）
3. ラブラドル半島
4. スカンジナビア半島
5. イベリア半島
6. インドシナ半島
7. アナトリア半島
8. バルカン半島
9. カムチャツカ半島
10. マレー半島
11. 朝鮮半島
12. ヨーク岬半島
13. イタリア半島
14. バハ・カリフォルニア半島
15. フロリダ半島
16. ブーシア半島（カナダ・ヌナヴト）
17. ソマリア半島（アフリカの角）

### 順位外
- サンフランシスコ半島
- クリミア半島
- ボン岬半島
- 山東半島
- 遼東半島
- 九龍半島
- 雷州半島
- バターン半島
- カタール半島
- シナイ半島
- ペロポネソス半島
- コーンウォール半島
- コタンタン半島
- ブルターニュ半島
- ユトランド半島
- アンゲルン半島
- コラ半島
- カニン半島
- ヤマル半島
- ギダン半島
- タイミル半島
- チュクチ半島
- アラスカ半島
- ユカタン半島
- タイタオ半島
- アーネムランド半島
- 南極半島
- エドワード7世半島
- バルデス半島
- ガスペ半島
- ミナハサ半島

## 日本の半島一覧
- 北海道
  - 根室半島
  - 野付半島
  - 知床半島
  - 積丹半島
  - 渡島半島
    - 亀田半島（先端の東側）
    - 松前半島（先端の西側）

  - 絵鞆半島
  - 散布半島
- 青森県
  - 下北半島
  - 津軽半島
    - 小泊半島

  - 夏泊半島
- 秋田県
  - 男鹿半島
- 岩手県
  - 重茂半島
  - 船越半島
  - 広田半島
- 宮城県
  - 唐桑半島
  - 牡鹿半島
- 千葉県
  - 銚子半島
  - 房総半島
- 神奈川県
  - 三浦半島
  - 真鶴半島
- 新潟県
  - 小木半島
- 石川県
  - 能登半島
  - 崎山半島
- 福井県
  - 敦賀半島
  - 常神半島
  - 大島半島
  - 内外海半島
  - 音海半島
  - 大浦半島
- 静岡県
  - 伊豆半島
  - 五味半島
  - 三保半島
- 愛知県
  - 渥美半島
  - 知多半島
- 三重県
  - 志摩半島
    - 前島半島
- 滋賀県
  - 烏丸半島
- 京都府
  - 丹後半島
  - 大浦半島
- 和歌山県
  - 紀伊半島（三重・奈良県域を含む）
- 鳥取県
  - 弓ヶ浜半島
- 島根県
  - 島根半島
- 岡山県
  - 児島半島
- 広島県
  - 沼隈半島
- 山口県
  - 向津具半島
  - 室津半島
  - 下関半島
- 徳島県
  - 那佐半島
- 香川県
  - 讃岐半島
  - 三都半島
  - 荘内半島
- 愛媛県
  - 高縄半島
  - 佐田岬半島
  - 三浦半島
  - 由良半島
- 高知県
  - 横浪半島
  - 足摺半島
- 福岡県
  - 企救半島
  - 若松半島
  - 糸島半島
- 佐賀県
  - 東松浦半島
- 長崎県
  - 北松浦半島
  - 西彼杵半島
  - 俵ヶ浦半島
  - 長崎半島
    - 香焼半島

  - 島原半島
- 熊本県
  - 宇土半島
  - 富岡半島
- 大分県
  - 国東半島
  - 佐賀関半島
  - 長目半島
  - 四浦半島
  - 鶴見半島
- 宮崎県
  - 遠見半島
- 鹿児島県
  - 薩摩半島
  - 大隅半島
  - 野間半島
  - 笠利半島
- 沖縄県
  - 本部半島
  - 与勝半島
  - 知念半島
  - 平久保半島

## 国土が半島にある国

### アジア
- サウジアラビア（アラビア半島）
- アラブ首長国連邦（アラビア半島）
- オマーン（アラビア半島）
- イエメン（アラビア半島）
- カタール（アラビア半島にあるカタール半島）
- タイ（インドシナ半島）
- ベトナム（インドシナ半島）
- カンボジア（インドシナ半島）
- ラオス（インドシナ半島）
- ミャンマー（インドシナ半島）
- マレーシア（インドシナ半島に連続するマレー半島）
- 大韓民国（朝鮮半島）
- 朝鮮民主主義人民共和国（朝鮮半島）
- トルコ（アナトリア半島）

### ヨーロッパ
- スペイン（イベリア半島）
- ポルトガル（イベリア半島）
- ジブラルタル（イベリア半島）
- スウェーデン（スカンジナビア半島）
- ノルウェー（スカンジナビア半島）
- デンマーク（ユトランド半島）
- イタリア（イタリア半島）
- サンマリノ（イタリア半島）
- バチカン（イタリア半島）
- スロベニア（バルカン半島）
- クロアチア（バルカン半島）
- セルビア（バルカン半島）
- モンテネグロ（バルカン半島）
- 北マケドニア（バルカン半島）
- ギリシャ（バルカン半島に連続するペロポネソス半島）
- ブルガリア（バルカン半島）

### アフリカ
- ソマリア（アフリカの角）

## その他
- 日本を列島、中国を大陸と表現するとき、朝鮮は半島と表される。
- スペイン語で「半島人（ペニンスラール）」といえばラテンアメリカなどの植民地出身者（クリオーリョ）に対して本国出身者という意味になる。